# Nikolaj Øris Nielsen
Nikolaj Øris Nielsen (ur. 26 września 1986 r. w Bjerringbro) – duński piłkarz ręczny, reprezentant kraju, grający na pozycji prawego rozgrywającego. Od 2004 roku jest zawodnikiem Bjerringbro-Silkeborg.
Ma brata Madsa i Mikkela.

## Sukcesy

### Reprezentacyjne
Mistrzostwa świata:
- Niemcy/Dania 2019, Egipt 2021

### Klubowe
Mistrzostwa Danii:
- 2015/2016
- 2010/2011, 2011/2012, 2017/2018
- 2009/2010, 2014/2015, 2016/2017

Puchar Danii:
- 2004/2005, 2009, 2013, 2016

Superpuchar Danii:
- 2016
- 2012